# 严州 (四川)
严州，中国南北朝时设置的州。
周武帝天和三年（568年）北周于巂城置严州，治所在越巂县（今四川省西昌市）。天和五年（570年）改严州为西宁州。不久再以西宁州改名严州。辖境有今四川省西昌市、布拖县、金阳县、木里县、盐源县、德昌县、普格县、宁南县等地。隋文帝开皇六年（586年）复改为西宁州。